# Больки, Бруно
Бруно Больки  (итал. Bruno Bolchi; 21 февраля 1940, Милан — 28 сентября 2022, Флоренция) — итальянский футболист и футбольный тренер.

## Карьера

### Футболиста
Бруно Больки прославился благодаря своим выступлениям за «Интер». Вместе с ним он становился чемпионом страны. В 1964 году полузащитник становился с «черно-синими» обладателем Кубка Чемпионов. В сезоне 1961-62 Больки являлся капитаном команды. После «Интера» хавбек, по прозвищу силач, несколько лет играл в «Торино», с которым побеждал в Кубке Италии.
В 1961 году полузащитник вызывался в состав сборной Италии, за которую он провел четыре матча.

### Тренера
Карьеру наставника Бруно Больки начал в клубе «Про Патрия». В нём он выполнял роль играющего тренера. Всего за свою карьеру специалист работал с двумя десятками команд различного уровня. Несколько сезонов Больки отработал в Серии А, где он возглавлял «Чезену», «Бари», «Пизу» и «Мессину». Четыре раза тренер выводил свои команды в элитную итальянскую лигу: «Бари» (1984/85), «Чезену» (1986/87), «Лечче» (1992/93) и «Реджину» (1998/99).
Последним клубом в карьере наставника стала «Мессина». В апреле 2007 года он возглавил команду, которая на тот момент являлась главным аутсайдером Серии А. За пять последних туров Больки не удалось совершить сенсацию — в них «желто-красные» набрали всего два очка и заняли последнее место.

## Достижения

### Футболиста
- Обладатель Кубка европейских чемпионов УЕФА: 1963/64.
- Чемпион Италии: 1962/63.
- Обладатель Кубка Италии: 1967/68.

### Тренера
- Победитель Серии C (2): 1976/77, 1983/84.